# Nr. 91 Stomperud
Nr. 91 Stomperud (ook wel 91 Stomperud of Stomperud genoemd) is een Noorse stripreeks gebaseerd op de Zweedse stripreeks 91:an Karlsson van Rudolf Petersson.

## Inhoud
Deze stripreeks gaat over de avonturen van een soldaat genaamd August Stomperud uit het Noorse Sørum. Daarnaast spelen zijn vriendin Petra, zijn vriend en rivaal Nr. 87 en 3 hogere officieren nog een belangrijke rol. Het speelt zich voornamelijk af bij een militair kamp.

## Publicatiegeschiedenis
De Zweedse stripreeks 91:an Karlsson van Rudolf Petersson debuteerde in 1932. Halverwege de jaren 30 bezocht Ernst G. Mortensen, oprichter van het Noorse tijdschrift Norsk Ukeblad, Zweden waarbij hij die Zweedse strip zag en besloot om er een Noorse versie van te maken.
In april 1937 verscheen de strip Nr. 91 Stomperud in Norsk Ukeblad. Het eerste album verscheen dan in 1938. In het begin was deze strip slechts een vertaling van de Zweedse strip, maar na een tijdje zou de strip Noorse scenaristen en tekenaars krijgen, waardoor het een aparte reeks werd. Ernst Gervin werd de Noorse scenarist en Thorbjørn Weea werd in 1938 de Noorse tekenaar.
Van februari 1943 tot de bevrijding in 1945 verscheen Norsk Ukeblad niet door problemen met de Duitse bezetter. Hierdoor verscheen de strip niet in 1943 en 1944.
Oddvar Strand nam de scenario's in 1951 over, maar Weea bleef tot 1960 de tekenaar. Vanaf 1960 werd Odd Jørgensen de tekenaar. Strand bleef de scenario's schrijven tot in 1972.
In 1973 werd Leif Isaksen de scenarist en in 1974 ging tekenaar Jørgensen op pensioen. Isaksen was al eerder voor de Norsk Ukeblad tekenaar van enkele strips. In 1974 werd hij dus ook de tekenaar van deze stripreeks. Isaksen bleef de maker van deze stripreeks tot 2005.
In 2005 nam Håkon Aasnes de reeks over. Hij nam zowel het tekenen als de scenario's voor zijn rekening. Aasnes moderniseerde de reeks.

## Spin-off: Stomperud på eventyr (2014-heden)
Vanaf 2014 verschenen er verhalen geschreven door Terje Nordberg en getekend door Magne Taraldsen, waarin de voorouders van Stomperud avonturen beleven in vroegere oorlogen.
Daarvan verschenen drie albums van 2014 tot 2016.